# لوکینسکی
لوکینسکی (به لاتین: Lukinsky) یک منطقهٔ مسکونی در روسیه است که در باشقیرستان واقع شده‌است.